# AC Ballerup
Alliance Club Ballerup (eller AC Ballerup, ACB) var en dansk fodboldklub, hjemmehørende i Ballerup, som blev grundlagt den 1. januar 1996 og opløst den 30. juni 2002. Det var resultatet af et overbygningssamarbejde mellem fodboldklubberne Ballerup Idræts Forening, Grantoftens Idræts Forening, Ballerup Fodbold Club Lundegården og Lille Hema af 1973 og omfattede et seniorhold samt ynglinge og junior hold. Samarbejdet havde også deltagelse af Skovlunde Idrætsforening, hvis Danmarksserie-licens man spillede på.